# Thương Khâu
Thương Khâu (tiếng Trung: 商丘市) là một địa cấp thị tại tỉnh Hà Nam, Cộng hòa Nhân dân Trung Hoa. Thương Khâu giáp Khai Phong về phía tây bắc, Chu Khẩu về phía tây nam, Sơn Đông về phía đông bắc và An Huy về phía đông nam. Thương Khâu là một thành phố giàu lịch sử, là kinh đô đầu tiên của nhà Thương.

## Các đơn vị hành chính

### Các quận nội thành (khu)
Thương Khâu có các quận nội thành sau:
- Lương Viên (梁园区)
- Tuy Dương (睢阳区)

### Các huyện và thành phố cấp huyện
- Thành phố cấp huyện Vĩnh Thành (永城市)
- Ninh Lăng (宁陵县),
- Ngu Thành (虞城县)
- Dân Quyền (民权县),
- Hạ Ấp (夏邑县)
- Chá Thành (柘城县),
- Tuy (睢县)

## Giao thông

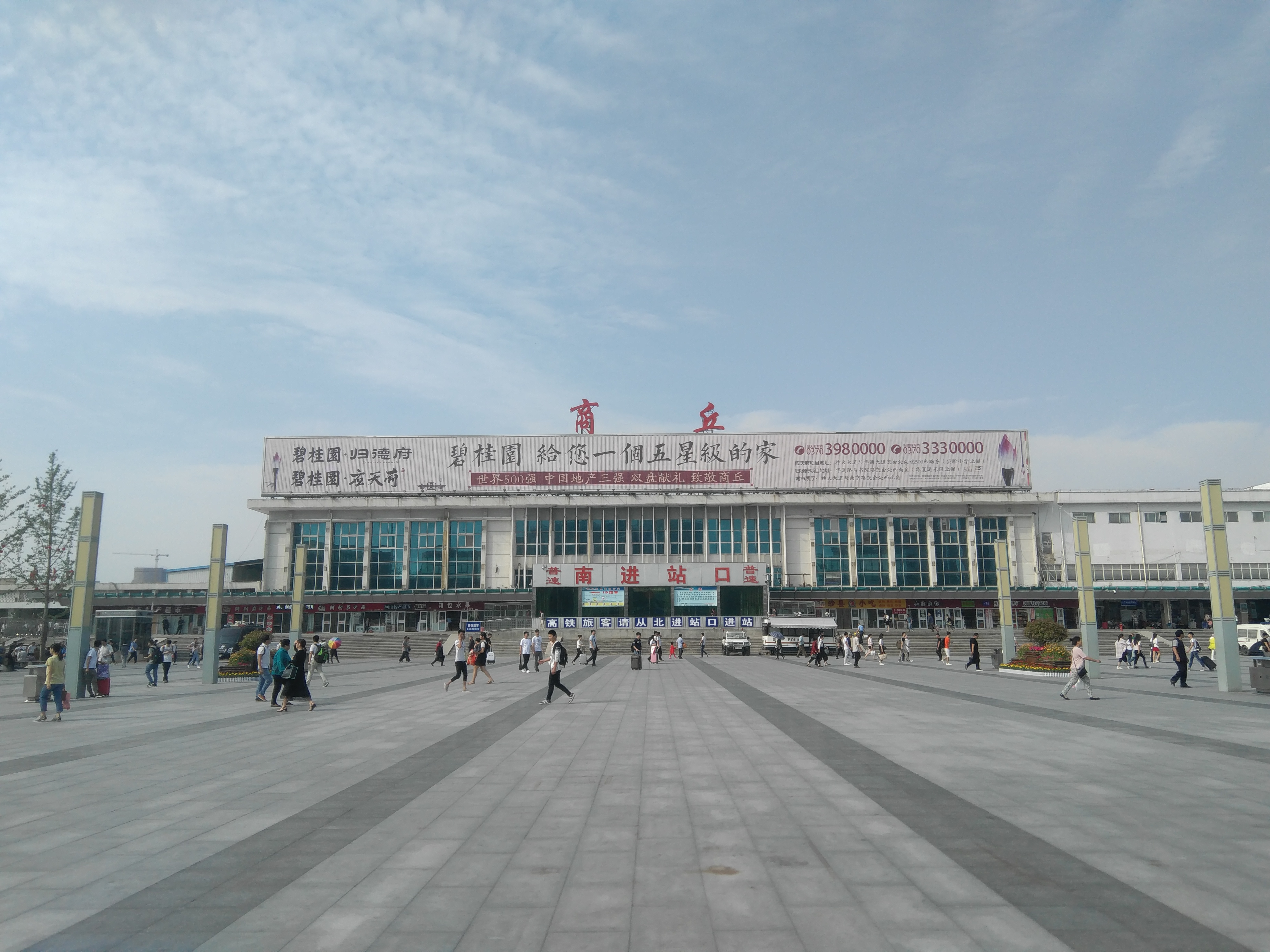
Ga Thương Khâu